# Stagg Music
«Stagg Music» — бельгийская компания, производитель музыкальных инструментов.

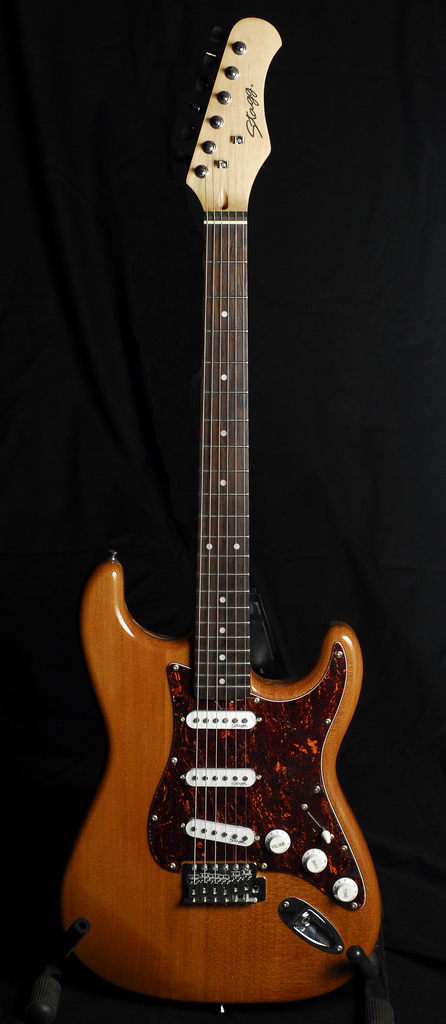
Электрогитара «Stagg»

## История компании
Компания была основана в 1995 году в Брюсселе.
Штаб квартира компании находится в Брюсселе, при этом «Stagg» имеет филиалы в различных странах, таких как США, Германия, Швеция, Италия, Финляндия и Великобритания, а производственные площадки располагаются в Китае.

## Продукция
Stagg — одна из торговых марок, принадлежащих музыкальной корпорации EMD. Под торговой маркой «Stagg» производится широкий спектр музыкальной продукции и аксессуаров к ней, в том числе музыкальных инструментов для левшей. Продукция компании зарекомендовала себя на рынке, как недорогой, но жизнеспособный аналог продукции известных брендов для новичков.
Гитары фирмы Stagg изготавливаются из дерева, дека как правило из ольхи, гриф — из клёна, накладка на гриф — из палисандра.